# Compensation industrielle
Pour les articles homonymes, voir offset.
L’offset ou compensation industrielle est une forme de contrats qui permet à l'acheteur d'exiger en contrepartie d'une commande des contreparties économiques.
De nombreux pays ont mis en œuvre des politiques de compensation industrielle pour favoriser le développement de leur économie. À travers une politique de compensation industrielle, les pays peuvent dans le cadre des marchés publics de taille importante imposer aux fournisseurs des actions de compensation. Le montant des engagements représente en général un pourcentage du montant du marché public et participe au développement de l'activité économique du pays. 

## Les actions de compensation
La compensation industrielle peut prendre la forme d'achats de produits ou de services auprès du tissu local, d'investissements directs ou de transferts de technologies. 

## Les formes de compensation
La compensation peut être directe (localisation), par exemple une unité de montage de tramways dédiée à fournir le marché de base ; ou indirecte, par exemple augmenter les commandes de câbles électroniques non destinés au marché de base. 

## Légalité de la compensation industrielle en droit international
Les accords de l’OMC ne concernent pas les industries de défense et ont laissé la possibilité aux pays en développement de demander de la compensation même pour les produits non militaires.

## Pays ayant une stratégie de compensation industrielle
Ci-dessous quelques exemples de politiques de compensation industrielle :
- Bulgarie : La loi sur les marches publics d’avril 2004 et modifiée en 2009 instaure une exigence de compensation[1],[2] si le coût de la transaction d’achats de matériels et de services est au moins de 5 millions d’euros.L'exigence porte sur 30 % du prix total du contrat pour la compensation directe ou 70 % du prix total du contrat pour la compensation indirecte.
- Israël : Le Mandatory Tenders Regulations n°5767 – 2007 instaure la compensation[3],[4],[5]. Si le coût de la transaction d’achat de matériels et de services est supérieur à 5 millions USD, le soumissionnaire doit intégrer dans son offre un engagement de mettre en œuvre un programme de coopération industrielle. L'exigence porte sur 50 % du prix total pour les achats militaires ou 20 % du prix total pour les achats civils.
- Maroc : bien que le Maroc ait annoncé sa volonté de mettre en œuvre une politique de compensation industrielle, le seul accord de compensation existant a été signé avec Alstom[6] à la suite de la signature du contrat de construction du TGV au Maroc[7] et système de train à grande vitesse au Maroc. Cet accord prévoit outre la création d'un institut de formation dans le secteur ferroviaire, la construction par Alstom d’une usine de production de câbles et de composants électroniques générant ainsi la création de 5000 emplois sur 10 ans. L’accord prévoit en outre l’intensification des achats d’Alstom auprès de fournisseurs marocains[8].  Pour sa part la CGEM s’est doté à l’occasion de l’élection de Miriem Bensaleh-Chaqroun d’une commission dédiée[9]. Présidée par Mehdi El Idrissi elle œuvre à la création d’un cadre législatif imposant la compensation industrielle, la mise en place d’un bureau de l’offset (à l’instar de ce qui a été réalisé aux Émirats arabes unis) et veille à la mise en œuvre des conventions d’offset signées.  En 2014 la commission a publié un guide de la compensation industrielle [lire en ligne] à destination des PME afin de leur expliquer le concept[10]. Dans le cadre du Plan National de développement des exportations 2014-2016 le Ministère du Commerce Extérieur entend utiliser la compensation industrielle comme levier du développement des exportations[11].

## Critique des politiques de compensation industrielle
De nombreux experts estiment que les accords de compensation industrielle se traduisent par une augmentation du coûts des marchés allant jusqu’à 15 %.[réf. nécessaire]
De plus certains[Qui ?] estiment que dans le cadre d’implantation d’usines locales , celles-ci se font pour des raisons économiques et qu’elles auraient eu lieu même sans le contrat.